# 콩스탕 반덴 스토크 스타디온
콩스탕 반덴 스토크 스타디온(네덜란드어: Constant Vanden Stockstadion, 프랑스어: Stade Constant Vanden Stock 스타드 콩스탕 반덴 스토크[*])은 벨기에 브뤼셀 안데를레흐트에 위치한 경기장으로, RSC 안데를레흐트의 홈 구장으로 사용되고 있다. 1917년 개장했으며 26,361명을 수용할 수 있다.